# Episodi de Il nostro amico Charly (tredicesima stagione)
La tredicesima stagione della serie televisiva Il nostro amico Charly è stata trasmessa in anteprima in Germania dalla ZDF tra il 26 gennaio 2008 e il 26 aprile 2008.
| nº | Titolo originale              | Titolo italiano         | Prima TV Germania | Prima TV Italia |
| -- | ----------------------------- | ----------------------- | ----------------- | --------------- |
| 1  | Gesucht und gefunden          | Paula                   | 26 gennaio 2008   |                 |
| 2  | Charly und die alte Mühle     | Il vecchio mulino       | 2 febbraio 2008   |                 |
| 3  | Unbekannt verzogen            | L'isola dei pavoni      | 9 febbraio 2008   |                 |
| 4  | Alte Freunde - Neue Freunde   | Paschke va in pensione  | 16 febbraio 2008  |                 |
| 5  | Bezaubernder Charly           | Il magico Charly        | 23 febbraio 2008  |                 |
| 6  | Charly und das schwarze Schaf | Charly e la pecora nera | 1º marzo 2008     |                 |
| 7  | Alle für einen                | Tutti per uno           | 8 marzo 2008      |                 |
| 8  | Das Geheimnis der Schwäne     | Il segreto dei cigni    | 15 marzo 2008     |                 |
| 9  | Ferien mit Charly             | Vacanze con Charly      | 22 marzo 2008     |                 |
| 10 | Unruhige Zeiten               | Il piccolo Pedro        | 29 marzo 2008     |                 |
| 11 | Helfer und Freunde            | Una nuova famiglia      | 5 aprile 2008     |                 |
| 12 | Mit allen Tricks              | Sulle tracce dei ladri  | 12 aprile 2008    |                 |
| 13 | Schimpanse mit Herz           | Partenza per Dubai      | 26 aprile 2008    |                 |